# Куп Океаније у рагбију тринаест
Куп Океаније у рагбију тринаест (енгл. Oceania Cup (rugby league)) је спортски турнир у коме се такмиче рагби 13 репрезентације из Полинезије, Микронезије, Меланезије и Аустралије, групе острва које се налазе у Тихом океану. 
Такмичењем руководи Светска рагби 13 федерација. Прва сезона је одржана 2019. а највеће успехе до сада је направила Аустралија, која је и традиционално, убедљиво највећа светска суперсила у рагбију 13. 

## Историја
Куп Океаније у рагбију 13 је релативно ново такмичење.

### Куп Океаније у рагбију тринаест 2019.
Учествовало је шест репрезентација, а утакмице су се играле у јуну, октобру и новембру. Утакмице су се играле на стадионима у Аустралији и на Новом Зеланду. Просечно је било око 14 000 гледалаца уживо на утакмици. 

#### Куп
Нови Зеланд - Тонга 34-14
Аустралија - Нови Зеланд 26-4
Тонга - Аустралија 16-12
|   | Селекција   | ИГ | П | Н | И | ПД | ПП | ПР  | Б |
| - | ----------- | -- | - | - | - | -- | -- | --- | - |
| 1 | Аустралија  | 2  | 1 | 0 | 1 | 38 | 20 | +18 | 2 |
| 2 | Нови Зеланд | 2  | 1 | 0 | 1 | 38 | 40 | -2  | 2 |
| 3 | Тонга       | 2  | 1 | 0 | 1 | 30 | 46 | -16 | 2 |

#### Шилд
Папуа Нова Гвинеја - Самоа 6-24
Самоа - Фиџи 18-44
Фиџи - Папуа Нова Гвинеја 22-10
|   | Селекција          | ИГ | П | Н | И | ПД | ПП | ПР  | Б |
| - | ------------------ | -- | - | - | - | -- | -- | --- | - |
| 1 | Фиџи               | 2  | 2 | 0 | 0 | 66 | 38 | +28 | 4 |
| 2 | Самоа              | 2  | 1 | 0 | 1 | 42 | 50 | -8  | 2 |
| 3 | Папуа Нова Гвинеја | 2  | 1 | 0 | 1 | 26 | 46 | -20 | 0 |

#### Статистика играча
Највише поена 
- Брендон Вејкхем, Фиџијац - 16 поена.

 Највише есеја 
- Вилијаме Кикау, Фиџијац - 3 есеја.

### Списак победника Купа Океаније
- 2019. - Рагби 13 репрезентација Аустралије

### Табела победника Купа Океаније
- Рагби 13 репрезентација Аустралије  - 1 титула.

## Формат такмичења
Репрезентације су подељене у две дивизије. У Групи А, Купу су квалитетније рагби 13 репрезентације Аустралија, Нови Зеланд и Тонга. У групи Б, Шилду су мало слабије националне селекције Фиџи, Самоа и Папуа Нова Гвинеја. Првопласирани у Купу се сматра за шампиона Океаније, док ће првопласирани у Шилду бити коректно награђен, пласманом у виши рангом. Игра се једнокружно свако против свакога.  

## Тренутни учесници

### Група А - Куп
- Рагби 13 репрезентација Аустралије
- Рагби 13 репрезентација Новог Зеланда
- Рагби 13 репрезентација Тонге

### Група Б - Шилд
- Рагби 13 репрезентација Фиџија
- Рагби 13 репрезентација Самое
- Рагби 13 репрезентација Кукових Острва
- Рагби 13 репрезентација Папуе Нове Гвинеје